# بخش انیله
بخش انیله (به لاتین: Enyellé District) یک منطقهٔ مسکونی در جمهوری کنگو است که در لیکوالا واقع شده‌است.